# Летор, Луи Мишель
Луи-Мишель Летор де Лорвиль (фр. Louis-Michel Letort de Lorville; 1773 — 1815) — французский военный деятель, известный кавалерист, дивизионный генерал (1814 год), барон (1810 год), участник революционных и наполеоновских войн.

## Биография
Родился в семье Луи-Ландри Летора де Лорвиля (фр. Louis-Landry Letort de Lorville) и его супруги Анриэтты Одри (фр. Henriette Audry). Начал военную службу в 18 лет, вступив в 1791 году добровольцем в 18-й батальона волонтёров департамента Эр и Луар. Под началом генерала Дюмурье В составе Арденнской армии отличился в сражении при Жемаппе, затем в рядах Северной армии сражался при Неервиндене, 29 июля 1793 года избран капитаном роты волонтёров, 25 октября 1793 года назначен адъютантом генерала Юэ в Мозельской армии, сражался при Кайзерслаутерне, 26 декабря 1793 года ранен в сражении при Ландау. Во всех этих сражениях он дрался в рядах пехоты, однако сердце Луи-Мишеля лежало к кавалерии. Поэтому он подал прошение о переводе его в кавалерийскую часть, 28 сентября 1796 года по рекомендации генералов Юэ и Гоша он зачислен с понижением в звани до младшего лейтенанта в 9-й драгунский полк. Воевал в составе Итальянской армии, 13 февраля 1799 года – лейтенант, 20 апреля 1799 года – капитан. Принял активное участие в перевороте 18 брюмера, после чего вернулся на Апеннины и принял участие в сражениях при Монцамбано и Монтебелло. По протекции Даву, 24 августа 1801 года был произведён в командиры эскадрона.
29 октября 1803 года – майор 14-го драгунского полка, участвовал в Австрийской кампании 1805 года, отличился 8 октября в сражении при Вертингене. 8 апреля 1806 года возглавил 14-й драгунский полк, 8 октября 1806 года переведён в полк драгун Императрицы заместителем командира полка. Участвовал в Польской кампании 1807 года.
В 1808 году направлен в Испанию, где особенно прославился под командованием маршала Бессьера в сражении 10 ноября при Бургосе. В 1809 году отозван во Францию и принял участие в Австрийской кампании, 5-6 июля отличился в сражении при Ваграме. 23 декабря 1809 года женился на Саре Ньютон (англ. Sarah Newton, р. 1788, Стокпорт, графство Чешир, Англия), от которой имел дочь Фанни.
Участвовал в Русской кампании 1812 года, 25 октября отличился в сражении при Малоярославце. 30 января 1813 года произведён в бригадные генералы, 2 мая 1813 года сражался при Лютцене, где командовал гвардейской бригадой (драгуны, шеволежеры и конные гренадеры - всего 1,700 сабель), 17 сентября 1813 года отличился при Тёплице, 16 октября 1813 года серьёзно ранен в голову при Вахау, 30 октября отличился в сражении при Ханау, где под ним были убиты две лошади.
В течение Французской кампании 1814 года сражался при Бар-сюр-Обе, Монмирале, Шато-Тьерри, Шампобере, Реймсе, Краоне, Лаоне и Арси-сюр-Обе, 13 февраля 1814 года произведён в дивизионные генералы и графы Империи.
При первой реставрации Бурбонов был назначен 19 ноября 1814 года майором (в чине генерал-лейтенанта) Королевского корпуса драгун Франции, в период «Ста дней» присоединился к Императору и 21 апреля 1815 года назначен его адъютантом. После того, как генерал Орнано был серьёзно ранен на дуэли, Луи-Мишель возглавил полк гвардейских драгун. Принял участие в Бельгийской кампании. 15 июня 1815 года в сражении при Шарлеруа во главе 4-х гвардейских эскадронов атаковал арьергард прусского корпуса генерала Цитена, прорвал строй двух вражеских каре, изрубил один из пехотных полков, но был смертельно ранен пулей в нижнюю часть живота и умер в ночь с 17 на 18 июня в возрасте 42 лет. Наполеон был искренне огорчён смертью Летора, ибо это был высокий (около 180 см), красивый, очень талантливый и храбрый командир, с хорошей тактической выучкой и обострённым чувством долга. Император предоставил вдове генерала пенсион и в своём завещании пожаловал его дочери 100,000 франков. Впоследствии имя генерала было выбито на Триумфальной арке в Париже.
Летор был умным и сострадательным по природе человеком, он пользовался любовью и полным доверием всех, кто служил под его началом. Он был абсолютно честным офицером, за всю его карьеру с его именем не было связано ни одного скандала, ни финансового, ни иного рода.

## Воинские звания
- Капитан (29 июля 1793 года);
- Младший лейтенант (28 сентября 1796 года);
- Лейтенант (13 февраля 1799 года);
- Капитан (20 апреля 1799 года);
- Командир эскадрона (24 августа 1801 года);
- Майор (29 октября 1803 года);
- Полковник (8 апреля 1806 года);
- Майор гвардии (8 апреля 1806 года);
- Бригадный генерал (30 января 1813 года);
- Дивизионный генерал (13 февраля 1814 года).

## Титулы
- Барон Летор и Империи (фр. baron Letort et de l'Empire; декрет от 19 марта 1808 года, патент подтверждён 9 сентября 1810 года)[1];
- Граф Летор и Империи (фр. comte Letort et de l'Empire; декрет от 13 февраля 1814 года, патент не подтверждён).

## Награды
- Легионер ордена Почётного легиона (25 марта 1804 года);
- Офицер ордена Почётного легиона (16 ноября 1808 года);
- Кавалер ордена Трёх Золотых Рун (15 августа 1809 года);
- Коммандан ордена Почётного легиона (1814 год);
- Кавалер военного ордена Святого Людовика (1814 год).